# Clinopodium sandalioticum
Clinopodium sandalioticum là một loài thực vật có hoa trong họ Hoa môi. Loài này được (Bacch. & Brullo) Bacch. & Brullo ex Peruzzi & F.Conti mô tả khoa học đầu tiên năm 2008.